# 한일고속
한일고속(韓一高速)은 대한민국의 육상·해상 여객 운송 업체로, 1970년에 설립되었다.

## 연혁
- 1970년 4월: 한일고속버스로 설립
- 1970년 5월 27일: 고속버스 운송 면허 취득
- 1970년 11월: 경부선 중심 노선 운행 개시
- 1977년 7월: 여객해운업 운송 면허 취득, 포항 - 울릉 여객선 운항 개시
- 1977년 8월: 한일고속버스에서 한일고속으로 사명 변경
- 1979년 12월: 제주 - 완도 간 여객선 운항 개시
- 1980년 3월: 석탑산업훈장 수상
- 1987년 12월: 동서울 기점 고속버스 노선(대전, 대구, 부산, 광양/동광양) 운행 개시
- 1992년 10월: 우등고속버스 운행 개시
- 2008년 1월: 제주 - 하추자(신양) - 완도 간 카 페리 1척 운항 개시
- 2015년 9월 15일: 여수 - 제주 카 페리(골드스텔라호) 운항 개시
- 2016년 5월 31일: 금탑산업훈장 수훈[2]
- 2016년 11월 25일: 프리미엄 버스 운행 개시(서울 ↔ 부산 노선)
- 2017년 7월: 최지환 대표이사 취임[3]
- 2022년 1월 20일: 금호고속에서 서울 - 완도 고속버스 노선 인수, 서울호남 기점 고속버스 노선 운행 개시
- 2023년 7월 17일: 제주 - 하추자(신양) - 완도 카 페리 운항 중지[4]
- 2025년 1월 30일: 여수 - 제주 카 페리(골드스텔라호) 운항 중지, 완도로 여객선 허브 일원화
- 2025년 5월 17일: 최석정 회장 별세[5]
- 2025년 8월 7일: 서울경부 - 문경 고속버스 노선 개통

## 현황
2025년 8월 기준이다.
| 운행업체 | 보유 노선수 | 보유 노선수 | 보유 노선수 | 등록 대수 | 등록 대수 | 등록 대수 | 등록 대수 |
| -------- | ----------- | ----------- | ----------- | --------- | --------- | --------- | --------- |
| 운행업체 | 노선 합계   | 시외버스    | 고속버스    | 대수 합계 | 시외버스  | 고속버스  |           |
| 한일고속 | 20          | -           | 20          | 94        | -         | 94        |           |

## 운행 노선
2025년 8월 기준이다.

#### 경부선[8]
| 운행 노선       | 공동 운행사                                                      | 운행구간 | 운행구간 | 운행구간 | 경유지                   | 운행 대수 | 운행 대수 | 운행 대수 | 비고                                                                                        |
| 운행 노선       | 공동 운행사                                                      | 운행구간 | 운행구간 | 운행구간 | 경유지                   | 일반      | 우등      | 고급      | 비고                                                                                        |
| --------------- | ---------------------------------------------------------------- | -------- | -------- | -------- | ------------------------ | --------- | --------- | --------- | ------------------------------------------------------------------------------------------- |
| 서울 ↔ 경주     | 금호고속 천일고속                                                | 서울경부 | ↔        | 경주     | 낙동강휴게소             | 1         | 2         | 1         | 2019년 4월 10일 중간경유지 변경                                                             |
| 서울 ↔ 대구     | 금호고속 동양고속 삼화고속 중앙고속 천일고속                     | 서울경부 | ↔        | 동대구   | 선산휴게소, 서대구       | 1         | 4         | 2         |                                                                                             |
| 서울 ↔ 대구     | 금호고속 동양고속 삼화고속 중앙고속 천일고속                     | 서울경부 | ↔        | 동대구   | 선산휴게소, 신서혁신도시 | -         | 1         | -         | 2018년 3월 1일 신설                                                                         |
| 서울 ↔ 대전     | 금호고속 동양고속 중앙고속 천일고속                              | 서울경부 | ↔        | 대전     |                          | 1         | 2         | 1         |                                                                                             |
| 서울 ↔ 대전청사 | 금호고속 동양고속 중앙고속 천일고속                              | 서울경부 | ↔        | 대전청사 | 대덕컨벤션타운           | 1         | -         | -         | 2015년 12월 1일 중간 경유지 추가                                                            |
| 서울 - 문경     | 단독운행                                                         | 서울경부 | -        | 문경     | 충주휴게소, 괴산휴게소   | 5         | 4         | 6         | 2025년 8월 7일 신설                                                                         |
| 서울 ↔ 부산     | 금호고속 동양고속 삼화고속 중앙고속 천일고속                     | 서울경부 | ↔        | 부산     | 낙동강휴게소             | 1         | 4         | 3         | 2019년 4월 10일 중간경유지 변경                                                             |
| 서울 ↔ 서부산   | 금호고속 동양고속 삼화고속 중앙고속 천일고속                     | 서울경부 | ↔        | 부산서부 | 선산휴게소               | -         | 1         | 1         |                                                                                             |
| 서울 ↔ 상주     | 금호고속 천일고속                                                | 서울경부 | ↔        | 상주     |                          | 1         | 2         | -         |                                                                                             |
| 서울 ↔ 세종     | 금호고속 동부고속 동양고속 삼화고속 속리산고속 중앙고속 천일고속 | 서울경부 | ↔        | 세종시   | 세종청사                 | -         | 1         | 1         | 2013년 12월 16일 신설 2016년 1월 12일 우등 증차                                             |
| 서울 ↔ 세종     | 금호고속 동부고속 동양고속 삼화고속 속리산고속 중앙고속 천일고속 | 서울경부 | ↔        | 세종시   | 죽전, 세종국책연구단지   | -         | 1         | -         | 2018년 1월 31일 신설                                                                        |
| 서울 ↔ 울산     | 삼화고속 천일고속                                                | 서울경부 | ↔        | 울산     | 낙동강휴게소, 신복       | 1         | 3         | 1         | 2019년 4월 10일 중간경유지 변경                                                             |
| 서울 ↔ 점촌     | 대원고속 천일고속                                                | 서울경부 | ↔        | 점촌     |                          | 1         | 2         | -         | 2014년 4월 3일 우등 1대 일반전환 2016년 3월 2일 우등 증차 2016년 3월 15일 일반 1대 우등전환 |
| 서울 ↔ 포항     | 동양고속 천일고속                                                | 서울경부 | ↔        | 포항     | 낙동강휴게소, 포항시청   | 1         | 4         | 2         | 2019년 4월 10일 중간 경유지 변경                                                            |
| 동서울 ↔ 대전   | 대원고속 동양고속 중앙고속 천일고속                              | 동서울   | ↔        | 대전     |                          | -         | 1         | -         |                                                                                             |
| 대구 ↔ 부산     | 중앙고속 천일고속                                                | 동대구   | ↔        | 부산     | 용계                     | -         | 2         | -         | 2015년 3월 23일 중간경유지 추가                                                             |
| 청주 ↔ 부산     | 속리산고속                                                       | 청주     | ↔        | 부산     | 낙동강휴게소             | 1         | 1         | 1         | 2015년 1월 30일 신설 2019년 4월 10일 중간경유지 변경                                        |

#### 호남선
| 운행 노선       | 공동 운행사       | 운행구간 | 운행구간 | 운행구간 | 경유지           | 운행 대수 | 운행 대수 | 운행 대수 | 비고                            |
| 운행 노선       | 공동 운행사       | 운행구간 | 운행구간 | 운행구간 | 경유지           | 일반      | 우등      | 고급      | 비고                            |
| --------------- | ----------------- | -------- | -------- | -------- | ---------------- | --------- | --------- | --------- | ------------------------------- |
| 서울호남 ↔ 완도 | 단독운행          | 서울호남 | ↔        | 완도     | 정안, 원동리     | -         | 1         | 1         | 프리미엄은 정안과 원동리 미경유 |
| 시흥 ↔ 광주     | 금호고속 중앙고속 | 시흥     | ↔        | 광주     | 안산, 정안, 비아 | -         | 1         | -         |                                 |

#### 경인선
| 운행 노선   | 공동 운행사       | 운행구간 | 운행구간 | 운행구간 | 경유지     | 운행 대수 | 운행 대수 | 운행 대수 | 비고                    |
| 운행 노선   | 공동 운행사       | 운행구간 | 운행구간 | 운행구간 | 경유지     | 일반      | 우등      | 고급      | 비고                    |
| ----------- | ----------------- | -------- | -------- | -------- | ---------- | --------- | --------- | --------- | ----------------------- |
| 인천 ↔ 광주 | 삼화고속          | 인천     | ↔        | 광주     | 정안, 비아 | -         | 6         | 2         |                         |
| 인천 ↔ 속초 | 대원고속 동부고속 | 인천     | ↔        | 속초     |            | -         | 2         | 1         | 2016년 3월 2일 경로변경 |

## 운행 차량

#### 기아
- 뉴 그랜버드 이노베이션 선샤인 - 일반, 우등
- 뉴 그랜버드 이노베이션 실크로드 - 프리미엄
- 뉴 그랜버드 슈퍼 프리미엄 선샤인 - 프리미엄

#### 현대자동차
- 뉴 프리미엄 유니버스 익스프레스 노블[11]
- 뉴 프리미엄 유니버스 익스프레스 프레스티지
- 뉴 프리미엄 유니버스 노블

## 관할 면허지
경기도 수원시 및 안산시 차적을 이용한다.

## 해상 여객(카 페리)
고속버스 회사들 중 유일하게 여객해운업을 겸업하는 업체로, 1977년에 여객해운업 면허를 취득하여 포항 - 울릉 항로를 시작으로 여객선 사업을 시작했다.
현재 완도항을 메인 허브로 하여 완도와 제주를 중간 기착 없이 왕복하는 카 페리를 운항하고 있다. 여수, 완도항, 하추자(신양), 제주항 간 여객선(카 페리)을 운행하고 있다. 여객선은 3척으로 한일골드스텔라호, 한일레드펄호, 한일실버클라우드호가 운항 중이다. 2014년에는 여수시로부터 여수 - 제주 여객선 정기운항 사업자로 선정됐다. 하지만 적자로 인해 여수 - 제주 항로는 2025년 1월 30일에 운항이 중지됐고, 여수 항로에 투입됐던 여객선 골드스텔라호는 완도로 옮겨서 2025년 2월 15일부터 완도 - 제주 노선으로 운항 중이다. 신양항 경유 카 페리 노선은 레드펄호의 선령 만료 후 송림해운에서 송림블루오션호를 임차해 운항을 지속하다가 2023년 7월 17일에 운항이 중지됐고, 한동안 공백기를 거쳐 송림블루오션호의 소유 선사인 송림해운에서 2024년 5월 14일부터 운항을 재개했다.
2014년 4월 16일의 세월호 참사로 연안 여객선의 선령 통제가 강화되자 2015년에 당시 최석정 대표는 한국해운신문과의 인터뷰에서 대한민국의 조선업 부문 중 연안여객선 제작 부문의 경쟁력이 낮아서 중고 선박을 많이 쓸 수밖에 없다는 환경이라고 언급했고, 이에 해양수산부에서 연안여객선 현대화 지원 펀드를 조성했다. 이 펀드를 통하여 제작을 지원한 첫 카 페리인 실버클라우드호가 2018년에 진수됐고, 2020년에는 2번째로 제작된 카 페리인 골드스텔라호가 진수됐다. 두 카 페리 모두 부산광역시 사하구 다대동 소재의 조선업체인 대선조선에서 전술한 현대화 펀드로 조성된 자금을 보조받아 제작됐으며, 대선조선에서 창사 이래 첫 제작한 카 페리다. 발주사인 한일고속에서도 다대동 조선소에서 용골 거치식을 참관하였다.
- 한일실버클라우드호: 20,263 TON급, 21노트, 정원 1,209명, 차량 343대 (제주 - 완도)
- 한일레드펄호: 2,862 TON급, 21.8노트, 정원365명 (제주 - 추자도(신양) - 완도) - 2020년에 선령 만료. 2023년 7월 16일까지 송림해운에서 송림블루오션호를 임차하여 운항한 후, 2024년 5월 14일에 본 선박의 소유 선사인 송림해운에서 운항을 재개.
- 한일골드스텔라호: 15,195 TON급, 26노트, 정원 1,220명 (제주 - 완도)
- 한일블루나래: 제주 - 완도를 오가는 한일고속의 쾌속선. 기존 선박보다 20분 더 단축한 1시간 20분 만에 돌파한다. 2007년 호주에서 건조된 선박으로 오만에서 월경지와 본토를 잇는 여객선으로 운항했으며, 55노트 이상의 속도로 운항해 당시 가장 빠른 내연기관 쾌속선으로 기네스를 땄었다. 2018년 7월께 취항할 예정이었으나 기관 고장의 수리가 늦어 12월 말이 되어서야 취항했다. 하지만 선박이 남해안의 거친 파도에 버티지 못하고 결항이 잦아서, 2년을 못 채우고 2020년 1월 14일에 운항이 중단되었다.

제주 - 완도 간 노선은 1일 2 ~ 3회 운항한다.

## 갤러리

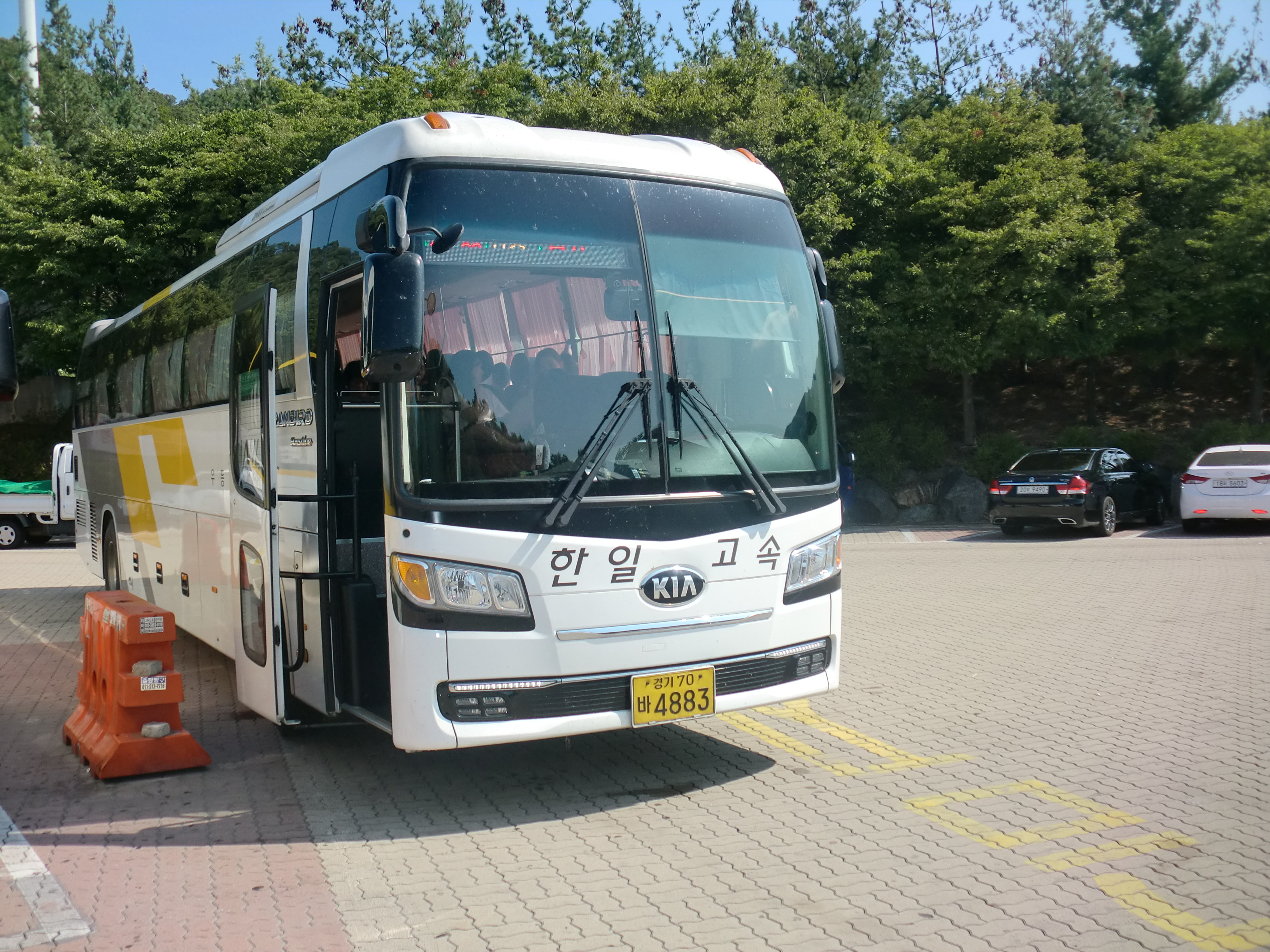
서울 ↔ 부산 노선